# Miradouro do Monte Carneiro

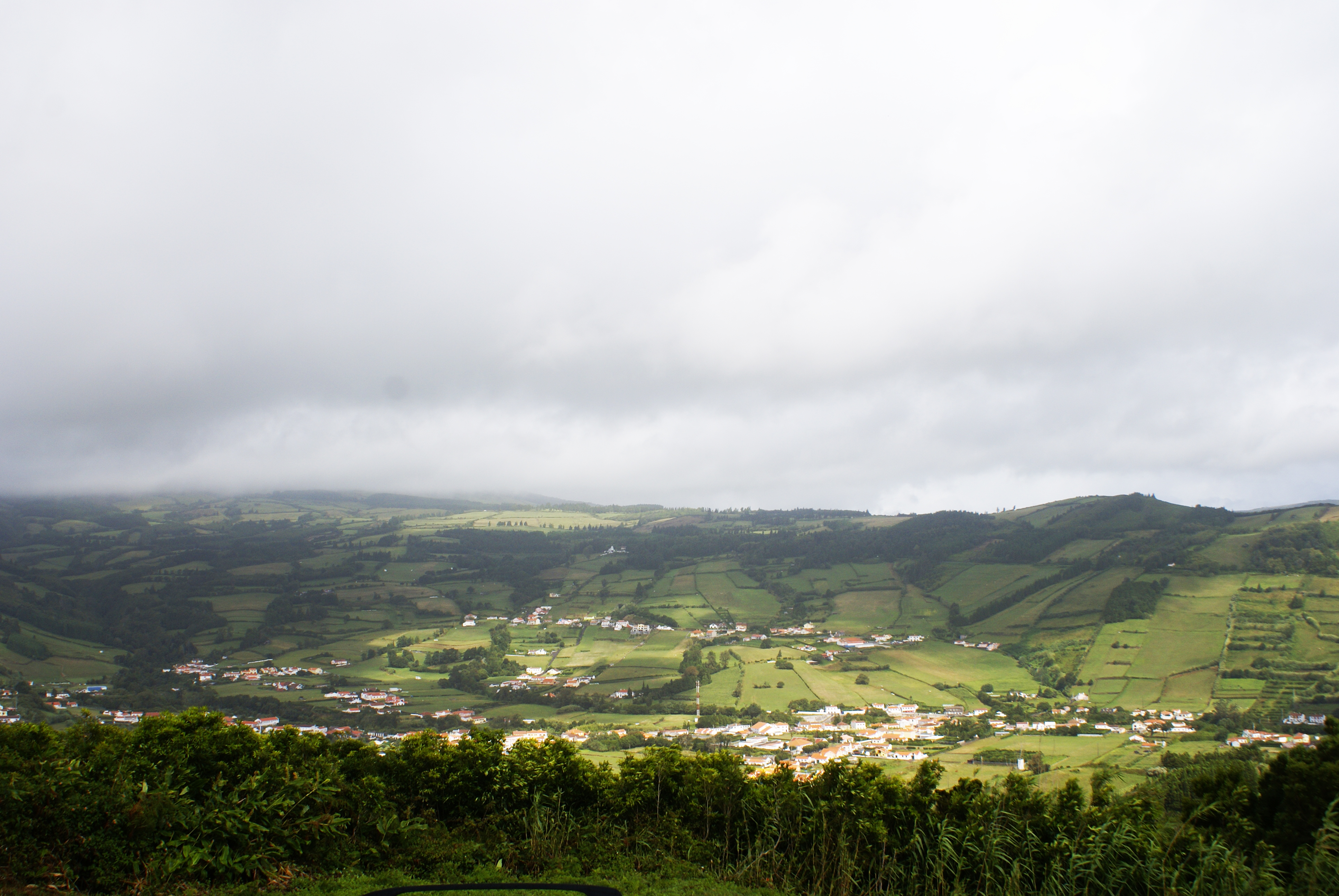
Miradouro do Monte Carneiro, Flamengos.

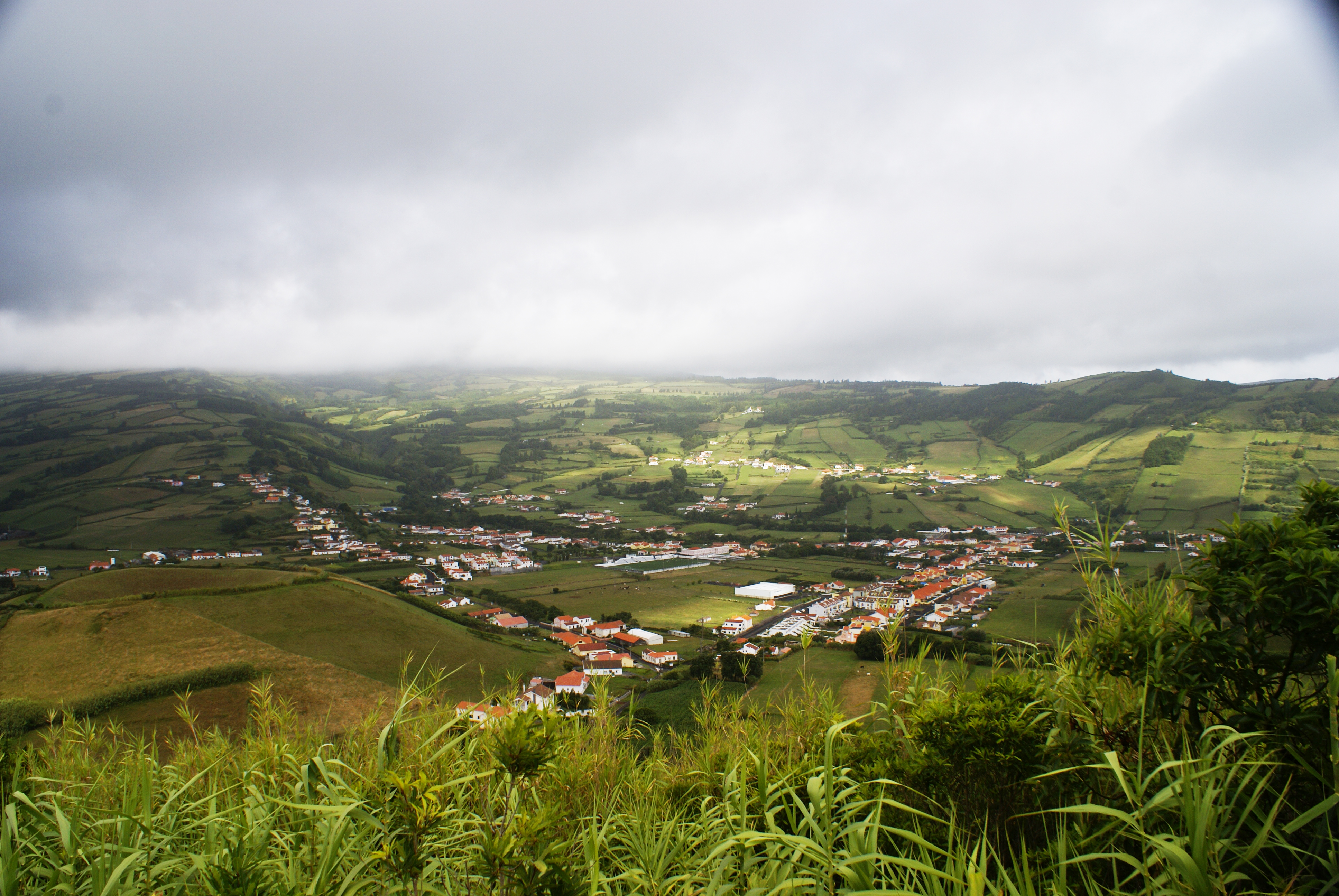
Miradouro do Monte Carneiro, Flamengos, vista parcial.

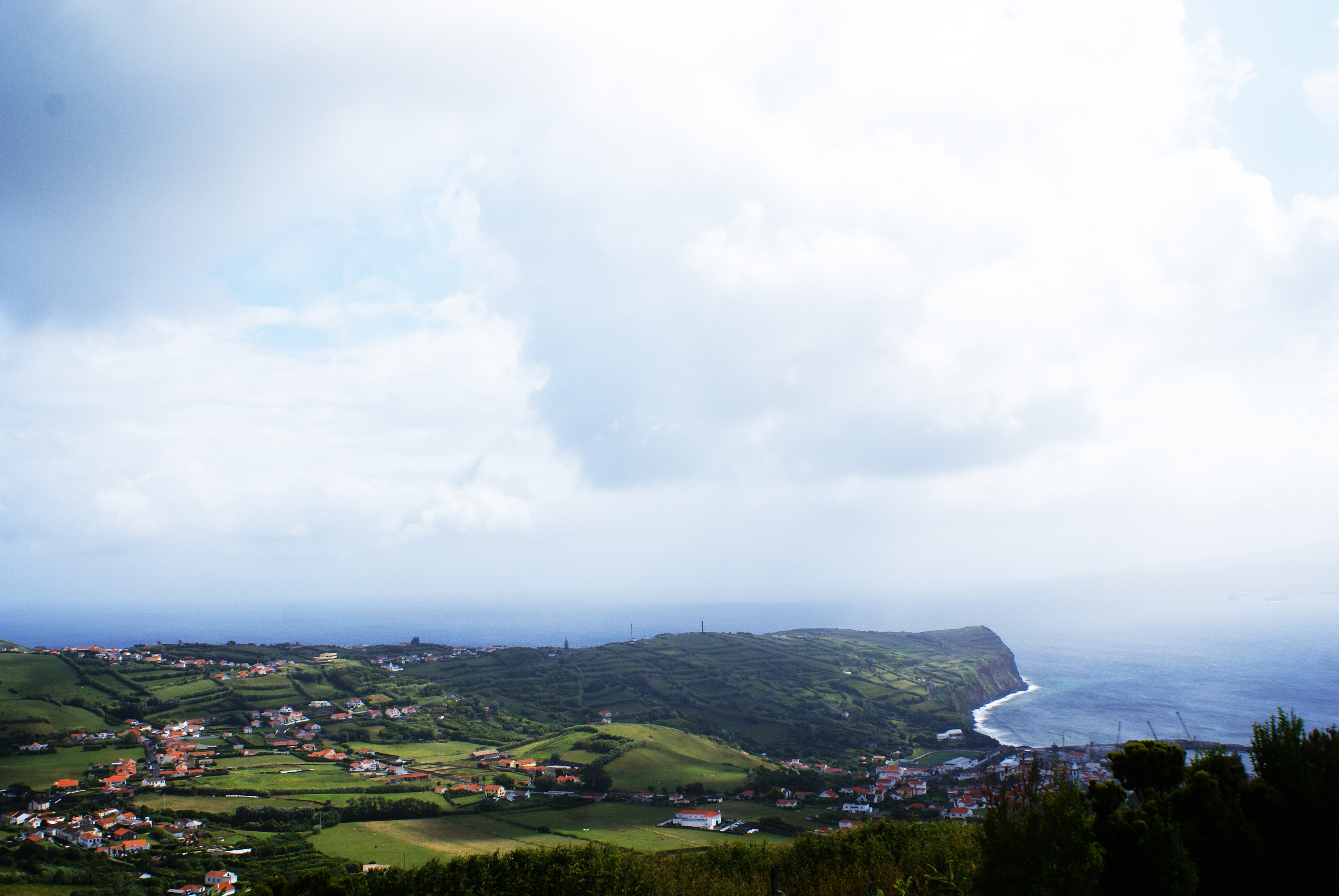
Miradouro do Monte Carneiro, Promontório da Ponta da Espalamaca.

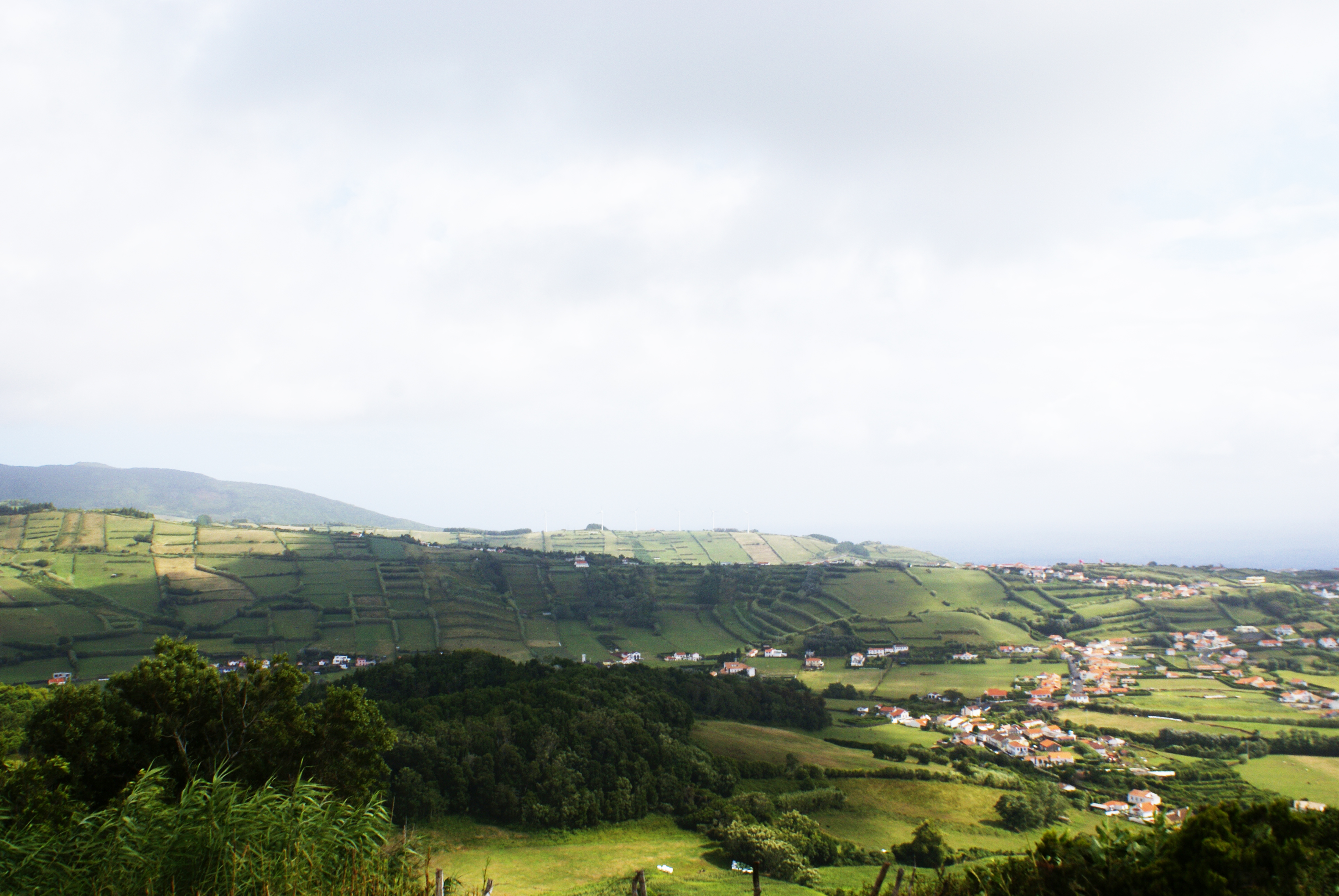
Miradouro do Monte Carneiro, Santo Amaro e Farroubo.

O Miradouro do Monte Carneiro é um miradouro português localizado no cimo do Monte Carneiro, na freguesia dos Flamengos, concelho da Horta, ilha do Faial, Arquipélago dos Açores.
Este miradouro oferece uma magnifica vista sobre parte importante do interior da ilha do Faial e localiza-se a 287 metros de altitude acima do nível do mar.
Daqui, e num ângulo 360º em redor do monte avistam-se uma miríade de pequenos povoados que se perdem por entre o verde da paisagem e onde se destacam Santo Amaro, Calço das Figueiras, Courelas, Santa Bárbara, Dutras e Farrobo.